# 2-й авіапольовий корпус (Третій Рейх)
II-й (2-й) авіапольовий корпус (нім. II. Luftwaffen-Feldkorps) — корпус Люфтваффе за часів Другої світової війни, що діяв у складі сухопутних військ. З 1 січня 1944 переформований на 1-й парашутний корпус.

## Історія
2-й авіапольовий корпус був сформований 1 жовтня 1942

## Райони бойових дій
- СРСР (центральний напрямок) (жовтень 1942 — листопад 1943);
- Італія (листопад — грудень 1943).

## Командування

### Командири
- генерал-лейтенант, з 15 березня 1943 генерал авіації Альфред Шлемм (нім. Alfred Schlemm) (1 жовтня 1942 — 31 грудня 1943).

## Бойовий склад 2-го авіапольового корпусу
Формування управління, забезпечення та підтримки
- 2-й корпусний батальйон зв'язку Люфтваффе (Luftwaffen Korps Nachrichten-Abteilung 2);
- II-а розвідувальна рота корпусу Люфтваффе (Aufklärungs Kompanie Luftwaffen Feldkorps II);
- II-а вартова рота корпусу Люфтваффе (Wach Kompanie Luftwaffen Feldkorps II);
- II-й взвод військової поліції корпусу Люфтваффе (Feldgendaremerie Truppe Luftwaffen Feldkorps II).

- 4-та авіапольова дивізія (4. Luftwaffen-Feld-Division);
- 3-тя гірсько-піхотна дивізія (3. Gebirgs-Division).

- 4-та авіапольова дивізія.

- 4-та авіапольова дивізія;
- 6-та авіапольова дивізія (6. Luftwaffen-Feld-Division).

- 2-га авіапольова дивізія (2. Luftwaffen-Feld-Division);
- 3-тя авіапольова дивізія (3. Luftwaffen-Feld-Division);
- 4-та авіапольова дивізія;
- 6-та авіапольова дивізія.

- 87-ма піхотна дивізія (87. Infanterie-Division);
- 2-га авіапольова дивізія;
- 3-тя авіапольова дивізія;
- 4-та авіапольова дивізія;
- 6-та авіапольова дивізія.

- 2-га авіапольова дивізія;
- 3-тя авіапольова дивізія;
- 4-та авіапольова дивізія;
- 6-та авіапольова дивізія.

- 3-тя авіапольова дивізія;
- 4-та авіапольова дивізія.